# Liste von Tequila-Produzenten
Derzeit gibt es in Mexiko für Tequila etwa 130 Produktionsstätten, die zusammen mehr als 900 Marken produzieren (Stand 2008). Die Einhaltung der gesetzlichen Bestimmungen zur Herstellung des Tequilas überwacht die mexikanische Aufsichtsbehörde Consejo Regulador del Tequila, kurz CRT. Die staatlich anerkannten Tequila-Produzenten werden jeweils unter einer NOM- und einer DOT-Bezeichnung geführt, die auf den Flaschenetiketten vermerkt sind. Diese garantieren die Echtheit des Tequilas.
Nachstehend folgt eine Übersicht von ausgewählten 40 der wichtigsten Produktionsstätten des mexikanischen Nationalgetränks:
| Lfd. Nr. | Produktionsstätte                                   | NOM  | DOT | Marken                                        |
| -------- | --------------------------------------------------- | ---- | --- | --------------------------------------------- |
| 1        | Agabe Tequilana P Y C                               | 1079 | 118 | Tequila 1921, Agave Dos Mil, Aha Toro         |
| 2        | Agroindustria Guadalajara, S.A. de C.V.             | 1068 | 116 | Tequila 30-30, Voodoo Tiki                    |
| 3        | Bacardi Y Compañia, S.A. de C.V.                    | 1487 | 103 | Camino Real, Cazadores, Corzo                 |
| 4        | Brown - Forman Tequila Mexico, S. de R.L. de C.V.   | 1119 | 250 | Don Eduardo, El Jimador, Herradura            |
| 5        | C.D.C., S.A. de C.V.                                | 1492 | 207 | Patrón, Gran Patrón                           |
| 6        | Casa Cuervo, S.A de C.V.                            | 1122 | 113 | Tequila 1800, Gran Centenario, José Cuervo    |
| 7        | Casa Partida, S. De R.L. de C.V.                    | 1454 | 170 | Partida                                       |
| 8        | Cavas Vamer, S.A. de C.V.                           | 1499 | 215 | Doña Carlota, El Conquistador                 |
| 9        | Compañia Tequilera de Arandas, S.A. de C.V.         | 1460 | 175 | Antigua Cruz, El Charro, Tres Reyes           |
| 10       | Corporacion Ansan, S.A. de C.V.                     | 1360 | 126 | Con Orgullo, Honorable                        |
| 11       | Destiladora Azteca de Jalisco, S.A. de C.V.         | 1109 | 98  | Arette, Corazón Maya, Esperanto               |
| 12       | Destiladora San Nicolas, S. A. de C. V.             | 1440 | 151 | Cabo Wabo, El Espolón, San Nicolás            |
| 13       | Destilerias Sierra Unidas S. A. de C. V.            | 1451 | 166 | Sierra Tequila                                |
| 14       | Fabrica de Tequila Don Nacho, S.A. de C.V.          | 1508 | 222 | Don Nacho, Somonque                           |
| 15       | Feliciano Vivanco Y Asociados, S.A. de C.V.         | 1414 | 129 | Del Mio, Siembra Azul, Viva México            |
| 16       | Grupo Tequilero Mexico, S.A. de C.V.                | 1468 | 182 | Casa Real, Casa Vieja                         |
| 17       | Hacienda de Oro, S.A. de C.V.                       | 1522 | 236 | Hacienda de Oro, Tequila XQ                   |
| 18       | Hacienda La Capilla, S.A. de C.V.                   | 1479 | 195 | Hacienda La Capilla, Ley .925, Tequila el Amo |
| 19       | Industrializadora de Agave San Isidro, S.A. de C.V. | 1420 | 134 | Chaya, Leyenda del Milagro, Mi Tiempo         |
| 20       | Industrializadora Integral del Agave, S.A. de C.V.  | 1417 | 133 | Buen Amigo, Don Alvaro, Serafina              |
| 21       | La Cofradia, S.A. de C.V.                           | 1137 | 111 | Amate, Casa Noble, La Cofradia                |
| 22       | Pernod Ricard Mexico, S.A. de C.V.                  | 1111 | 83  | Olmeca, Real Hacienda, Tezón                  |
| 23       | Productos Finos de Agave, S.A. de C.V.              | 1416 | 138 | Aficionado, Campo Azul, Clase Azul            |
| 24       | Tequila Centinela, S.A. de C.V.                     | 1140 | 86  | Cabrito, Caracol, Centinela                   |
| 25       | Tequila Don Julio, S.A. de C.V.                     | 1449 | 163 | Don Julio, Tres Magueyes                      |
| 26       | Tequila Los Abuelos, S.A. de C.V.                   | 1493 | 212 | Fortaleza, Los Abuelos                        |
| 27       | Tequila Orendain de Jalisco, S.A. de C.V.           | 1110 | 95  | Orendain, Puerto Vallarta                     |
| 28       | Tequila Quiote, S.A. de C.V.                        | 1433 | 148 | Cava Don Anastacio, Chamucos, Quiote          |
| 29       | Tequila San Matias de Jalisco, S.A. de C.V.         | 1103 | 93  | Pueblo Viejo, San Matias                      |
| 30       | Tequila Sauza, S. de R.L. de C.V.                   | 1102 | 88  | Hornitos, Sauza, Tres Generaciones            |
| 31       | Tequila Selecto de Amatitan, S.A. de C.V.           | 1459 | 173 | Gran Tulum, Hacienda del Sol, Oro y Plata     |
| 32       | Tequila Siete Leguas, S.A. de C.V.                  | 1120 | 104 | Siete Leguas, Antaño                          |
| 33       | Tequila Supremo, S.A. de C.V.                       | 1456 | 171 | Casco Viejo, Don Agustin, Dos Amigos          |
| 34       | Tequila Tapatío, S.A. de C.V.                       | 1139 | 101 | Tapatío, El Tesoro de Don Felipe              |
| 35       | Tequila Tres Mujeres, S.A. de C.V.                  | 1466 | 192 | Arco del Cabo, Hacienda Navarro, Tres Mujeres |
| 36       | Tequilas del Señor, S.A. de C.V.                    | 1124 | 97  | Herencia, Herencia de Plata                   |
| 37       | Tequilera Corralejo, S.A. de C.V.                   | 1368 | 127 | Corralejo                                     |
| 38       | Tequilera de La Barranca de Amatitan, S.A. de C.V.  | 1473 | 190 | Don Fernando, Mi Tierra                       |
| 39       | Tequilera La Gonzaleña, S.A. de C.V.                | 1127 | 110 | Chinaco                                       |
| 40       | Tequilera La Noria, S.A. de C.V.                    | 1494 | 209 | Oro de Jalisco                                |

## Erläuterungen
1. ↑  Es werden max. 3 Marken pro Produktionsstätte genannt
2. ↑  Voller Name: Agabe Tequilana Productores Y Comercializadores, S.A. de C.V
3. ↑  Voller Name: Caribbean Distillers Corporation
4. ↑  Der Tequila Cabo Wabo wurde bereits von verschiedenen Destillerien produziert. Gemäß der aktuellen Liste des CRT erfolgt die Herstellung gegenwärtig durch die Destiladora San Nicolas.
5. ↑  Die Aufnahme dieser Produktionsstätte erfolgte allein aufgrund ihrer Bedeutung auf dem deutschen Markt. In Mexiko ist Sierra Tequila von untergeordneter Bedeutung!